# Кобзар (фільм)
«Кобзар. Історія однієї книги» — українська історична докудрама від кінокомпанії «Продакшн №1» знята на замовлення Державного агентства України з питань кіно режисером Тарасом Ткаченком. Прем'єра фільму відбулася 9 березня 2014 року — день 200-річчя з дня народження Тараса Шевченка. У Києві показ відбувся 2 квітня у кінотеатрі «Київ».

## Інформація

### Деталі сюжету
Це документальне дослідження історії зажиттєвих видань найвідомішої книги Тараса Шевченка «Кобзар». Це фільм-біографія, персонажем якої виступає не людина, а книга, яка має цілком людську долю. Автори фільму шукають відповіді на такі питання: як складалась доля книги, як «Кобзар» впливав на культуру в контексті світової історії, історії автора та історій звичайних людей.
Зйомки відбуватимуться в Києві, Черкасах, Млієві, Каневі, Львові та Санкт-Петербурзі.

### Знімальна команда
- Автор проєкту — Юрій Макаров,
- Режисер — Тарас Ткаченко та Сергій Сотниченко,
- Продюсери — Лариса Гутаревич та Ольга Гібелінда,
- Ведучий — Андрій Куликов, з «Громадського радіо» та «Свободи слова» каналу ICTV був у фільмі оповідачем, час від часу звертаючись до глядачів від імені персонажів, про яких ішлося, і від імені сучасників.

У роботі над цим фільмом я отримав неоціненний досвід, — розповів Андрій Куликов. — Я дізнався, що телебачення порівняно з кінематографом — це царство порядку. Але я також дізнався, що телебачення не дивляться так, як дивляться кіно. Не знаю, чи став я Шевченка по-новому сприймати, але я буду ще про це думати. Тому що воно так безслідно не минає…
- Науковці-шевченкознавці — Надія Наумова (директор філіалу музею Шевченка в Києві «Хата на Пріорці») та Сергій Гальченко (відомий вчений, заступник директора Інституту літератури імені Т. Шевченка НАН України).

### Відзнаки
- Проєкт «Кобзар» — переможець конкурсу неігрових фільмів, присвячених життю і творчості Тараса Григоровича Шевченка, який проводився Держкіно у вересні 2013 року.
- Стрічка брала участь у фестивалі «Берлінале» 2013 року[5].
- Фільм «Кобзар» науковці назвали найближчим до історичної правди[6].

Я з насолодою дивилася цей фільм, тому що він наближений до історичної правди. І немає тих домішків, з якими сучасне телебачення трактує Шевченка", — каже науковець, шевченкознавець із Санкт-Петербурга Тетяна Лебединська.